# Walmajarri
Le walmajarri est une langue aborigène de la famille pama-nyungan, parlée dans l'ouest de l'Australie, dans la région de Kimberley, essentiellement au sud du fleuve Fitzroy et le long de la Christmas Creek.
En 2016, le Bureau australien des statistiques recense 283 locuteurs déclarant parler walmajarri à la maison,.

## Phonologie
Les tableaux présentent la phonologie du walmajarri.

### Voyelles
|        | antérieure    | postérieure   |
| ------ | ------------- | ------------- |
| fermée | i [i] ii [iː] | u [u] uu [uː] |
| basse  | a [a] aa [aː] | a [a] aa [aː] |

### Consonnes
|              |              | Bilabiales | Alvéol. | Rétrofl. | Dorsales | Dorsales |
| ------------ | ------------ | ---------- | ------- | -------- | -------- | -------- |
| Palatales    | Vélaires     | Bilabiales | Alvéol. | Rétrofl. |          |          |
| Occlusives   | Occlusives   | p [p]      | t [t]   | rt [ʈ]   | c [c]    | k [k]    |
| Nasale       | Nasale       | m [m]      | n [n]   | rn [ɳ]   | ny [ɲ]   | ng [ŋ]   |
| liquide      | liquide      |            | l [l]   | rl [ɭ]   | ly [ʎ]   |          |
| roulée       | roulée       |            | rr [r]  | r [ɽ]    |          |          |
| Semi-voyelle | Semi-voyelle | w [w]      |         |          | y [j]    |          |